# Relaciones Guatemala-Irak
Las relaciones Guatemala-Irak son las relaciones internacionales entre Irak y Guatemala. Los dos países establecieron relaciones diplomáticas el 2 de febrero de 1978.

## Relaciones diplomáticas
Guatemala e Irak entablaron relaciones diplomáticas el 2 de febrero de 1978. Irak mantiene un embajador concurrente para Guatemala desde Brasil, y Guatemala mantiene un embajador concurrente para Irak desde Japón.
El 20 de septiembre de 2016, Carlos Raúl Morales se reunió con su par iraquí Ibrahim al-Jaafari en el que abordaron la buena voluntad de los pueblos por mantener lazos de amistad y para abordar temas de la agenda bilateral y multilateral, como parte de su participación en la cumbre desarrollada en Venezuela.